# Nossa Senhora do Socorro
Nossa Senhora do Socorro là một đô thị thuộc bang Sergipe, Brasil. Đô thị này có diện tích 157,2 km², dân số năm 2007 là 148325 người, mật độ 943,54 người/km².